# Femfaktormodellen
Femfaktormodellen eller OCEAN, er en taksonomi for personlighedstræk. Når faktoranalyse (en statistisk teknik) anvendes til personlighedsundersøgelsesdata, anvendes nogle ord, der bruges til at beskrive aspekter af personlighed, ofte på den samme person. F.eks. er nogen, der beskrives som samvittighedsfulde, mere tilbøjelige til at blive beskrevet som "altid forberedt" snarere end "rodet". Denne teori er derfor baseret på sammenhængen mellem ord, men ikke på neuropsykologiske eksperimenter. Denne teori bruger beskrivelser af fælles sprog og foreslår derfor fem brede dimensioner, der ofte bruges til at beskrive den menneskelige personlighed og psyke.

## Fem-faktormodellen
Paul T. Costa, Jr. og Robert R. McCrae er ophavsmændene bag det måske mest berømte forsøg på at gøre dette. Deres fem-faktor model (eller the big five) er netop et bud på dette, og går ud på, at et hvert individ rangerer forskelligt, når det gælder fem karaktertræk. Hvert af disse træk kan yderligere deles op i seks "facetter": 
1. Neuroticisme: Bekymret versus rolig. Dette personlighedstræk afspejler, hvordan man erfarer negative tanker og følelser. Person med høj score er tilbøjelig til usikkerhed, uro og grublen. Person med lav score er mere afslappet, mindre følelsesladet og mindre tilbøjelig til uro og ubalance. Neuroticisme er den del af personligheden, som er stærkest forbundet med udvikling af psykisk sygdom, især depression og angst. Høj grad af neuroticisme giver større sandsynlighed for demens og tidligere død. Neuroticisme kan deles op i de fem punkter angst, fjendtlighed, depression, dårlig impulskontrol (som påfører personen anger), og dertil selvbevidsthed, som i denne forbindelse handler om generthed, skam og negativt fokus på sig selv i sociale sammenhænge. Disse personer er meget følsomme for kritik, og føler sig hurtigt utilpasse og mindreværdige. [5]
2. Udadvendthed: Indadvendt versus udadvendt. Dette træk afspejler, om man tiltrækkes af selskabelige situationer, og hvordan man opfører sig i dem. Udadvendte er energiske og opsøger kontakt med andre, og denne kontakt tilfører dem energi. Indadvendte er mere stille og tilbageholdne, og for megen kontakt med andre trætter dem.
3. Åbenhed: Konventionel versus original. Dette træk afspejler et åbent sind og interesse for kultur. Høj score viser til fantasi, kreativ evne og åbenhed overfor nye erfaringer. Personer med lav score er mere jordnære og praktiske, med mindre interesse for kunst og kultur.
4. Venlighed (engelsk: agreeableness): Irritabel versus godmodig. Dette træk afspejler personens samspil med andre. Den, der scorer højt på venlighed, er ret tillidsfuld og samarbejdsvillig. Lav score betyder mere aggression og mindre samarbejdsvilje.
5. Samvittighedsfuldhed (engelsk: conscientiousness): Upålidelig versus trofast. Dette træk afspejler, hvor organiseret og planmæssig man er i at forfølge sine mål. Høj score viser en metodisk, velorganiseret og pligtopfyldende holdning. Lav score viser manglende målrettethed, mindre omhu og fokus, samt en tilbøjelighed til at distraheres fra opgaver.

Der er udviklet et spørgeskema/test (NEO PI-R) der estimerer disse fem faktorer, og i dette spørgeskema er hver af disse fem faktorer yderligere opdelt i 6 såkaldte "facetter".
Spørgeskemaet bruges indenfor forskning og som et erhvervspsykologiske værktøj f.eks. i forbindelse med ansættelser.

## OCEAN og effekter
En kort liste lavet ud fra den Engelske Wikipedia artikel om emnet.
| Område   | Beskrivelse | Kilder               |
| Patologi | Adskillige undersøgelser har fundet, at en høj score på Neuroticisme øger risiko for at udvikle en almindelig psykisk lidelse. | [ 6 ] [ 7 ]          |
| Patologi | Lav Samvittighedsfuldhed gav konsekvent store effekter for hver undersøgt almindelig mental lidelse. | [ 8 ]                |
| Liv      | Samvittighedsfuldhed er den stærkeste personlighedsprognose for reduceret dødelighed og er meget negativt korreleret med at træffe dårlige sundhedsvalg. | [ 9 ] [ 10 ]         |
| Patologi | Metaanalysen fandt, at alle undersøgte almindelige mentale lidelser blev defineret ved høj Neuroticisme. | [ 11 ]               |
| Patologi | En metaanalyse af 59 longitudinelle undersøgelser viste, at høj Neuroticisme forudsagde udviklingen af angst, depression, stofmisbrug, psykose, skizofreni og ikke-specifik mental lidelse, også efter justering for baseline symptomer og psykiatrisk historie.                                  | [ 12 ]               |
| Patologi | Neuroticisme korrelerer med værre subjektive sundhedsresultater. | [ 13 ]               |
| Liv      | I en ældre japansk prøve var Samvittighedsfuldhed, Udadvendthed og Åbenhed relateret til lavere risiko for dødelighed. | [ 14 ]               |
| Skole    | Samvittighedsfuldhed og Venlighed korrelerer positivt til alle former for læringsstile (syntese-analyse, metodisk undersøgelse, faktaopbevaring og detaljeret behandling), mens Neuroticisme viser et omvendt forhold.                                                                            | [ 15 ]               |
| Skole    | De store fem personlighedstræk tegnede sig for 14% af variationen i GPA, hvilket antyder, at personlighedstræk giver nogle bidrag til den akademiske præstation. | [ 15 ]               |
| Skole    | GPA og eksamenspræstationer er begge forudsagt af Samvittighedsfuldhed. Neuroticisme er negativt relateret til akademisk succes. | [ 15 ]               |
| Arbejde  | Personer, der betragtes som ledere, udviser typisk lavere mængder af Neurotiske træk, opretholder højere niveauer af Åbenhed (forestiller sig succes), afbalancerede niveauer af Samvittighedsfuldhed (velorganiseret) og afbalancerede niveauer af Udadventhed (udadvendt, men ikke overdreven). | [ 16 ]               |
| Arbejde  | Samvittighedsfuldhed forudsiger jobpræstationer generelt. | [ 17 ]               |
| Arbejde  | Neuroticisme er også negativt relateret til løn, mens Samvittighedsfuldhed og Udadvendthed korrelerer positivt med løn. | [ 18 ]               |
| Arbejde  | Undersøgelser har knyttet professionel udbrændthed til Neuroticisme, og Udadvendthed til varig positiv oplevelse i forhold til arbejde. | [ 19 ]               |
| Arbejde  | Forskning har antydet, at de der er meget Venlige (især mænd), ikke er så succesrige i forhold til indkomst. | [ 20 ]               |
| Arbejde  | Samvittighedsfuldhed er positivt relateret til alle former for præsentation i arbejdsroller. | [ 21 ]               |
| Politik  | Det har vist sig ved flere undersøgelser, at personer der scorer højt i Samvittighedsfuldhed, er mere tilbøjelige til at have en konservativ politisk identifikation. | [ 22 ] [ 23 ] [ 24 ] |
| Politik  | I den modsatte ende af spektret blev der identificeret en stærk sammenhæng mellem høj score i Åbenhed for oplevelse og en venstrestyret ideologi. | [ 25 ] [ 26 ]        |